# Gran Mesquita de Paramaribo
La Gran Mesquita de Paramaribo o Mesquita Keizerstraat és un lloc de culte musulmà ahmadia que es troba a Paramaribo, Surinam.

## Història
Surinam és el país d'Amèrica amb la taxa més alta de musulmans, que comprèn entre el 14% i el 20% de la població. La comunitat de la ciutat s'organitzà des del 1929 en l'Associació Islàmica de Surinam, seguida ràpidament per un primer lloc de culte, inaugurat l'agost del 1932, era una obra rectangular de fusta i ja comptava amb minarets. El lloc fou revisat i ampliat i es va reobrir el 27 de juliol del 1984 o 1988 amb minarets de 29 m d'alçada. És la seu nacional oficial i única mesquita del Moviment Ahmadiyya de Lahore des de l'any 2000, i s'orienta sobretot cap a l'obediència ahmadia, que representa aproximadament l'11% dels musulmans i el 2% dels habitants del territori.